# Chaeturichthys stigmatias
Chaeturichthys stigmatias is een straalvinnige vissensoort uit de familie van grondels (Gobiidae). De wetenschappelijke naam van de soort is voor het eerst geldig gepubliceerd in 1844 door Richardson.